# Cristiano Citton
Cristiano Citton (né le 25 octobre 1974 à Romano d'Ezzelino, dans la province de Vicence, en Vénétie) est un coureur cycliste italien. Il a notamment été deux fois champion du monde de poursuite par équipes, en 1996 à Manchester et en 1997 à Perth.

## Palmarès sur piste

### Championnats du monde
- Manchester 1996
  -  Champion du monde de poursuite par équipes (avec Andrea Collinelli, Adler Capelli et Mauro Trentini)
- Perth 1997
  -  Champion du monde de poursuite par équipes (avec Andrea Collinelli, Adler Capelli et Mario Benetton)
- Bordeaux 1998
  -  Médaillé de bronze de la poursuite par équipes

### Six jours
- Six jours de Bassano del Grappa en 1997 avec Andrea Colinelli

### Coupe du monde
- 1998
  - 1er de la poursuite par équipes à Hyères
- 1999
  - 2e de la poursuite par équipes à Fiorenzuola d'Arda
  - 3e de la poursuite par équipes à Valence
- 2000
  - 1er de la poursuite par équipes à Turin

### Championnats nationaux
- 1995
  -  Champion d'Italie de poursuite par équipes (avec Andrea Collinelli, Gianfranco Contri et Gianni Patuelli)
- 1997
  -  Champion d'Italie de poursuite par équipes (avec Andrea Collinelli, Gianfranco Contri et Mario Benetton)
  - 2e du championnat d'Italie de l'américaine
- 2000
  -  Champion d'Italie de poursuite par équipes (avec Andrea Collinelli, Mario Benetton et Maurizio Biondo)

## Palmarès sur route
- 1996
  - Olympia's Tour
    - Classement général
    - 2ea étape
- 1997
  - Gran Premio della Liberazione
  - 3eb étape de l'Olympia's Tour
  - 3e de l'Olympia's Tour